# Olympia Heights
Olympia Heights est une localité (census-designated place) dans l'État américain de Floride, dépendant administrativement du Comté de Miami-Dade.

## Géographie
Olympia Heights a une superficie de 7,9 km2, dont 7,1 km2 de terres et 80 ha de plans d'eau. Son altitude est de 2 m au-dessus du niveau de la mer.
Communes situées dans un rayon de 8 km d'Olympia Heights :

## Administration
Olympia Heights dépend du comté de Miami-Dade. Son code FIPS est 51475.

## Démographie
En 2000, Olympia Heights comptait, selon le Bureau du recensement des États-Unis, 13 452 habitants, soit une densité de population de 1 700 habitants/km². Il y a 4 157 foyers et 3 487 familles. 30,2 % des foyers comportent des enfants de moins de 18 ans, 65,2 % sont constitués de couples mariés, 13,6 % de femmes sans conjoint et 16,1 % ne constituent pas familles. 12,4 % des foyers sont constitués de personnes seules, dont 6,8 % de 65 ans ou plus. Le nombre moyen d'habitants 3,22 personnes par foyer est et 3,41 personnes par famille.
| 1980   | 1990   | 2000   | 2010   | - | - |
| ------ | ------ | ------ | ------ | - | - |
| 33 112 | 37 792 | 13 452 | 13 488 | - | - |